# Necyla jucunda
Necyla jucunda is een insect uit de familie van de Mantispidae, die tot de orde netvleugeligen (Neuroptera) behoort. 
Necyla jucunda is voor het eerst wetenschappelijk beschreven door Navás in 1914.